# Wayne Knight
Wayne Knight (født 7. august 1955) er en amerikansk skuespiller, der har optrådt i adskillige film og komedieserier, bl.a. komedieserierne Mælkevejen 1.th og som den irriterende Newman i Seinfeld.

## Karriere
Wayne Knight har spillet adskillige komiske personer i flere film. Hans mest kendte roller er som Newman i komedieserien Seinfeld og rollen som Dennis Nedry i filmen Jurassic Park. Derudover har han spillet med i filmene Space Jam og Rat Race, og han lagde stemme til skurken Al i den amerikanske version af Toy Story 2. Han har ligeledes lagt stemme til flere figurer i tegnefilm, deriblandt Tarzan og Herkules.

## Filmografi i udvalg

### Film og tegnefilm
- The Wanderers (1979)
- Dirty Dancing (1987)
- JFK (1991)
- Iskoldt begær (1991)
- Jurassic Park (1993)
- Space Jam (1996)
- For Richer or Poorer (1997)
- Herkules (1997)
- Tarzan (1999)
- Toy Story 2 (1999)
- Rat Race (2001)
- Kung Fu Panda (2008)

### Tv
- Seinfeld (1991-1998)
- Mælkevejen 1.th (1996-2001)
- Dengang i 70'erne (2001), et afsnit
- Curb Your Enthusiasm (2009), et afsnit
- CSI: Crime Scene Investigation (2009), et afsnit
- Bones Sæson 6 (2010), Episode 7